# Death Note (2015)
Death Note (デスノート) é uma série de televisão japonesa baseada no manga homónimo de Tsugumi Ohba e Takeshi Obata. Foi dirigida por Ryūichi Inomata, que dirigiu Kaseifu no Mita em 2011 e por Ryō Nishimura, conhecido pela versão especial do drama de 2014, Kamen Teacher. Masataka Kubota atuou como Light Yagami, Kento Yamazaki atuou como L Lawliet, e Mio Yūki interpretou a personagem Near. O drama foi transmitido na Nippon TV entre 5 de julho e 13 de setembro de 2015. O primeiro episódio marcou 16.9% em audiência na região de Kanto.
No Brasil, a série foi transmitida em 8 de julho de 2015, e em Portugal a 9 de julho do mesmo ano na Crunchyroll.

## Elenco
- Masataka Kubota como Light Yagami
- Kento Yamazaki como L Lawliet
- Jun Fukushima como Ryuk (voz)
- Mio Yūki como Near / Mello
- Hinako Sano como Misa Amane

## Episódios
| #  | Título | Dirigido por    | Exibição original      | Audiência (%) |
| -- | --- | --------------- | ---------------------- | ------------- |
| 1  | "Death Note" "(伝説の大人気コミック遂にドラマ化! 死のノートで壮大な野望を抱く殺人鬼と天才探偵による命がけの頭脳戦・今夜幕開け!)" | Ryūichi Inomata | 5 de julho de 2015     | 16.9          |
| 2  | "Suspeita e Perseguição" "(全世代で話題沸騰の新ドラマ 激突! 迫り来る天才Lの刺客)"                                                | Ryūichi Inomata | 12 de julho de 2015    | 12.3          |
| 3  | "Kira" "(Lの仕掛けた罠にキラ絶体絶命! 逆襲への最後の切り札とは!?)"                                                               | Ryō Nishimura   | 19 de julho de 2015    | 8.7           |
| 4  | "Kiras" "(衝撃の出会い…キラ対Lついに直接対決! 張りめぐらされた罠)"                                                               | Ryō Nishimura   | 26 de julho de 2015    | 10.6          |
| 5  | "Os Olhos do Deus da Morte" "(キラ驚きの行動へ！ついに捜査本部へ潜入、Ｌと再び直接対決)"                                         | Ryūichi Inomata | 2 de agosto de 2015    | 8.2           |
| 6  | "Me Mate" "(ついにキラ逮捕！僕がキラだ…自白に隠された驚愕の作戦とは)"                                                            | Ryō Nishimura   | 9 de agosto de 2015    | 10.2          |
| 7  | "Como Planejado" "(全てはキラの計画通り…L、死へのカウントダウン最終決戦へ)"                                                      | Marie Iwasaki   | 16 de agosto de 2015   | 11.6          |
| 8  | "Justiça" "(さらば正義の探偵…ノートに書かれた名前は、L・ローライト)"                                                             | Ryūichi Inomata | 23 de agosto de 2015   | 11.4          |
| 9  | "Adeus" "(Lは俺が殺した…告白に隠された逆転劇・復讐を誓いニア始動)"                                                               | Marie Iwasaki   | 30 de agosto de 2015   | 11.7          |
| 10 | "Confronto" "(ニア暴走の果て、暴かれる息子の正体! 父の名前がノートに…)"                                                          | Ryō Nishimura   | 6 de setembro de 2015  | 11.4          |
| 11 | "O Mundo Perfeito" "(今夜最終回! 驚愕の結末! 最後の戦いを1秒も見逃すな!)"                                                        | Ryūichi Inomata | 13 de setembro de 2015 | 14.1          |